# کافه دل‌مار

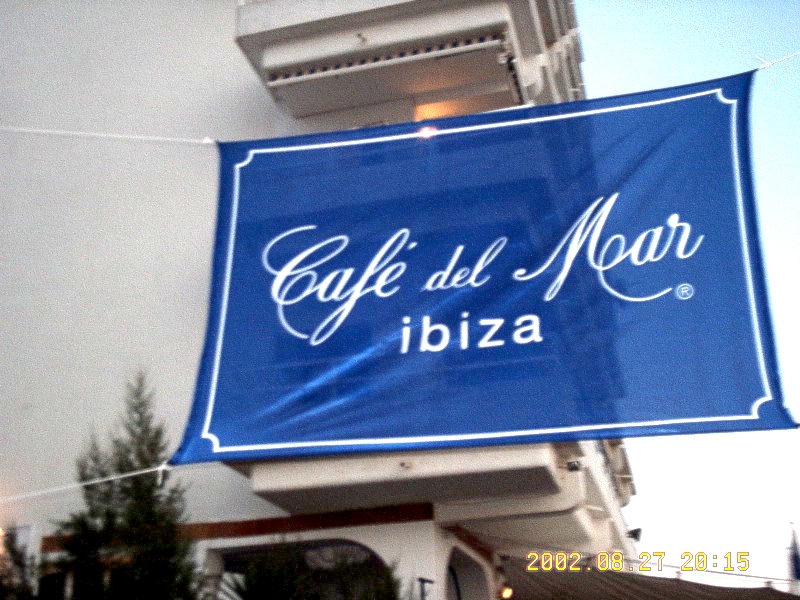

کافه دل‌مار (به اسپانیایی: Café del Mar) نام یک کافه مشهور در ایبیزا، اسپانیا است.
این کافه و اماکن دور و اطراف آن در ایبیتزا در شکل گیری سبک موسیقی چیل آوت در جهان اهمیت محوری داشته است.